# Cosette (personaggio)
Cosette, conosciuta in Italia anche come Cosetta, è un personaggio principale del romanzo I miserabili di Victor Hugo. Il suo vero nome è Euphrasie.
È figlia illegittima di Fantine e Félix Tholomyès. Dopo essere state abbandonata la madre torna al suo paese natale Montreuil-sur-Mer e affida la bambina ai Thénardier, una coppia di coniugi di Montfermeil proprietari di una locanda. Per mantenere la figlia, Fantine spedisce tutti i suoi risparmi ai Thénardier i quali invece li usano per pagare i loro debiti e sfruttano Cosette come una schiava.
Jean Valjean si impegna a prendersi cura di lei dopo la morte della madre, infatti la sottrae ai maltrattamenti dei Thénardier dando loro una cospicua somma di denaro. Si trasferiscono a Parigi dove però vengono rintracciati dall'ispettore Javert, nella fuga si nascondono all'interno di un convento dove in seguito vivranno per molti anni. Valjean crescerà Cosette come una figlia e lavorerà per suore del convento in cambio di un'educazione per lei.
All'età di 15 anni, Cosette incontra Marius Pontmercy e tra di loro scocca l'amore. Valjean, accortosi dell'interesse del giovane verso la ragazza, decide di trasferirsi in un'altra abitazione. Tuttavia, Marius riesce a ritrovare Cosette; i due si dichiarano il loro amore e si baciano per la prima volta. Si sposeranno nel 1833.

## Biografia del personaggio

Cosette, interpretata da Amanda Seyfried, nel film Les Misérables

### Infanzia
Euphrasie, soprannominata Cosette da sua madre Fantine, è la figlia illegittima di Fantine e Félix Tholomyès, un ricco studente. Abbandonata da Tholomyès, Fantine affida la figlia alla famiglia Thénardier, proprietaria di una locanda a Montfermeil, e va a lavorare nella città di Montreuil-sur-Mer. All'insaputa di Fantine, i Thénardier (comprese le figlie maggiori dei due locandieri, Eponine e Azelma) maltrattano Cosette, la vessano e la picchiano, la costringono a svolgere lavori pesanti nella loro locanda e non le danno da mangiare benché la madre mandasse loro il denaro per provvedere alla bambina. Mentre Fantine è in ospedale, il sindaco di Montreuil-sur-Mer, che in realtà è Jean Valjean, va a prendere la bambina per portarla dalla madre. Fantine muore prima di riabbracciare la figlia e Valjean decide di prendersene cura, pagando profumatamente i malvagi Thénardier per riavere la piccola, che è ben felice di lasciarli. 

### Parigi
Valjean si reca a Parigi, e per sfuggire a Javert si rifugia in un convento di monache, spacciandosi per il fratello di Fauchelevant che lavora lì come giardiniere. Vivono pacificamente in convento per molti anni, Valjean lavora con Fauchelevant e Cosette frequenta la scuola. Vedendola crescere, Valjean si rende conto che sarebbe ingiusto farla diventare una suora senza che la fanciulla abbia mai visto il mondo esterno, e decide di prendere un appartamento in città per loro due. La fanciulla, da brutta, triste e denutrita a causa degli abusi dei Thénardier, diventa gradualmente bellissima, radiosa e di temperamento allegro e appassionato. Trascorre le giornate con serenità, tra la lettura e il canto, anche se brama la libertà più di ogni altra cosa. Inoltre desidera conoscere il torbido passato del padre adottivo, di cui lei è all'oscuro.

### Marius Pontmercy
Marius, uno studente proveniente da una famiglia facoltosa, vede Cosette ai Giardini del Lussemburgo e se ne innamora perdutamente, ricambiato da quest'ultima. Un giorno la segue fino alla sua abitazione e chiede di lei al portiere. Valjean temendo che il giovane sia una spia di Javert cambia domicilio. Lui la rivede casualmente settimane dopo, mentre fa la carità alla famiglia Jondrette (alias i Thénardier, ora nella miseria e trasferitosi a Parigi in uno squallido appartamento): non appena Thénardier rapisce Valjean per chiedere un riscatto, lui lo salva chiamando la polizia.
Grazie all'aiuto di Eponine Thénardier, Marius riesce a scoprire la nuova abitazione di Cosette. I due giovani cominciano ad incontrarsi di nascosto di notte, nel giardino della casa. Quando Cosette, disperata, dice a Marius che Valjean intende trasferirsi in Inghilterra, il giovane tenta di riconciliarsi con il nonno per poterla sposare (ma il nonno gli suggerisce di farne la sua amante). La ragazza gli scrive una lettera per rivelargli il suo indirizzo temporaneo prima di partire per l'Inghilterra ed incarica Eponine di consegnargliela, ma lei (innamorata di Marius e piena di odio nei confronti di Cosette) non lo fa. Quando Marius si reca da Cosette e trova la sua casa vuota, decide con Eponine di raggiungere gli amici dell'ABC, un gruppi di studenti ribelli, alle barricate.
Cosette si deprime sempre più a causa dell'allontanamento dell'amato e, senza volerlo, fa capire al vecchio padre dell'esistenza della sua relazione con Pontmercy dimenticando di nascondere le loro vecchie lettere d'amore; Valjean allora, a malincuore, si reca sulle barricate e salva il giovane, ferito gravemente.

### Il matrimonio
I due, dopo un lungo periodo, si riuniscono e il 16 febbraio 1833 si sposano per trasferirsi a casa del nonno di Marius. La mattina dopo, Valjean racconta al genero del suo passato criminale e gli chiede di non dire nulla a Cosette per non spezzarle il cuore; lui acconsente, e gli intima di andarsene permettendogli di incontrare la ragazza ogni sera, rendendo però queste visite sempre più difficili fino a che il vecchio smette di andare, perdendo la voglia di vivere. Quando Marius apprende da Thénardier (che l'aveva visto attraversare le fogne con il ragazzo esanime in braccio) che egli deve la sua vita a Valjean, lui e Cosette corrono da Valjean, lo trovano sul letto di morte, e si riconciliano con lui. Appena prima di spirare, lui le racconta finalmente la storia sua e quella di sua madre Fantine.

## Nel musical
Nel musical di Claude-Michel Schönberg, Cosette è interpretata da due attrici differenti (una per Cosette da bambina nel primo atto, e un'altra per Cosette da adulta nel primo e nel secondo atto). Molte sue scene del romanzo sono omesse o ridotte, rendendo il personaggio in secondo piano rispetto alle altre figure principali del musical come Valjean o Marius. Le canzoni cantate da Cosette sono:  
- A Castle on a Cloud
- The Well Scene
- The Bargain/The Thénardier Waltz of Treachery
- The Robbery/Javert's Intervention
- I Saw Him Once
- Rue Plumet - In My Life
- A Heart Full of Love
- The Attack on Rue Plumet
- One Day More
- Every Day/A Heart Full of Love (reprise)
- Wedding Chorale
- Valjean's Death
- Finale

## Cosette in televisione, cinema e teatro
| Anno      | Cosette (adulta)         | Cosette (bambina)              | Cinema / Teatro / Radio / Televisione |
| --------- | ------------------------ | ------------------------------ | --- |
| 1909      | Hazel Neason             | ??                             | I miserabili (Les Misérables), film muto (USA) in 4 parti, regia di J. Stuart Blackton e Van Dyke Brooke                                                                                               |
|           |                          |                                | |
| 1913      | ??                       | Maria Fromet                   | I miserabili (Les Misérables), film muto (Francia) in 4 parti, regia di Albert Capellani |
| 1917      | Jewel Carmen             | Kittens Reichert               | I miserabili (Les Misérables), film muto (USA), regia di Frank Lloyd |
| 1925      | Sandra Milovanoff        | Andrée Rolane                  | I miserabili (Les Misérables), film muto (USA), regia di Henri Fescourt |
| 1934      | Josseline Gaël           | Gaby Triquet                   | I miserabili (Les misérables), film (Francia), regia di Raymond Bernard |
| 1935      | Rochelle Hudson          | Marilyn Knowlden               | Il sergente di ferro (Les Miserables), film (USA), regia di Richard Boleslawski |
| 1937      | Virginia Nicolson        | Estelle Levy                   | Les Misérables, radio-programma (USA) in 7 episodi, diretto da Orson Welles |
| 1943      | Manolita Saval           | Alicia Rodríguez               | Los miserables, film (Messico), regia di Fernando A. Rivero |
| 1948      | Valentina Cortese        | Ada Giraldi                    | I miserabili, film (Italia), regia di Riccardo Freda |
| 1952      | Debra Paget              | Patsy Weil                     | I miserabili (Les miserables), film (USA), regia di Lewis Milestone |
| 1958      | Béatrice Altariba        | Martine Havet                  | I miserabili (Les misérables), film (Francia), regia di Jean-Paul Le Chanois |
| 1958      | Débora Duarte            |                                | Os Miseráveis, miniserie TV (Brasile), regia di Dionísio Azevedo |
| 1961-63   | Michèle Grellier         | Sylviane Margollé              | I miserabili (Les misérables), miniserie TV (Francia) in tre episodi, regia di Alain Boudet |
| 1964      | Giulia Lazzarini         | Loretta Goggi                  | I miserabili, sceneggiato televisivo (Italia) in 10 episodi, regia di Sandro Bolchi |
| 1967      | Lesley Roach             |                                | I miserabili (Les misérables), miniserie TV (Regno Unito) in 6 episodi, regia di Alan Bridges |
| 1967      | Maria Isabel de Lizandra |                                | Os Miseráveis, miniserie TV (Brasile) |
| 1971      | Teresa Rabal             |                                | Los miserables, serie TV (Spagna), regia di José Antonio Páramo |
| 1972      | Nicole Jamet             | Vania Vinitsky                 | I miserabili (Les misérables), miniserie TV (Francia), regia di Marcel Bluwal |
| 1973      | Diana Bracho             | Edith González                 | Los miserables, miniserie TV (Messico), regia di Antulio Jiménez Pons |
| 1978      | Caroline Langrishe       | Joanna Price                   | I miserabili (Les miserables), film TV (Regno Unito), regia di Glenn Jordan |
| 1980      | Fabienne Guyon           |                                | Les Misérables, musical di Claude-Michel Schönberg. Produzione originaria francese. |
| 1982      | Christiane Jean          | Valentine Bordelet             | I miserabili (Les misérables), miniserie TV (Francia), regia di Robert Hossein |
| 1985      | Rebecca Caine            |                                | Les Misérables, musical di Claude-Michel Schönberg. Produzione originaria londinese (West End). |
| 1987-2003 | Judy Kuhn                | Donna Vivino                   | Les Misérables, musical di Claude-Michel Schönberg. Produzione originaria americana (Broadway). |
| 1995      | Judy Kuhn                | Hannah Chick                   | Les Misérables in Concert, film TV (Regno Unito), regia di Paul Kafno e Gavin Taylor. Rappresentazione del musical di Claude-Michel Schönberg in forma di concerto in celebrazione del X anniversario. |
| 1998      | Claire Danes             | Mimi Newman                    | I miserabili (Les misérables), film (Regno Unito), regia di Bille August |
| 2000      | Virginie Ledoyen         | Léopoldine Serre               | I miserabili, miniserie TV (Francia), regia di Josée Dayan |
| 2006-08   | Ali Ewoldt               | Tess Adams et al.              | Les Misérables, musical di Claude-Michel Schönberg. Primo revival americano (Broadhurst Theatre, Broadway, New York, USA).                                                                             |
| 2007      | Kaori Nazuka (voce)      | Tamaki Matsumoto (voce)        | Il cuore di Cosette (Re mizeraburu: shoujo kozetto), serie TV di animazione (Giappone). |
| 2010      | Katie Hall               | Mia Jenkins                    | Les Misérables in Concert, film TV (Regno Unito), regia di Nick Morris. Rappresentazione del musical di Claude-Michel Schönberg in forma di concerto in celebrazione del XXV anniversario.             |
| 2012      | Amanda Seyfried          | Isabelle Allen                 | Les Misérables, film (USA), regia di Tom Hooper. Adattamento cinematografico del musical di Claude-Michel Schönberg.                                                                                   |
| 2014-16   | Samantha Hill            | Angeli Negron / Mckayla Twiggs | Les Misérables, musical di Claude-Michel Schönberg. Secondo revival americano (Imperial Theatre, Broadway, New York, USA).                                                                             |
| 2018      | Federica De Benedittis   | Sivia Altrui                   | I Miserabili, spettacolo di prosa, regia di Franco Però (Italia) |
| 2018      | Ellie Bamber             |                                | I miserabili, miniserie TV (Regno Unito), regia di Tom Shankland |
| 2019      | Lily Kerhoas             | Ellie Shenker                  | Les Misérables: The Staged Concert, film, regia di Nick Morris. Rappresentazione del musical di Claude-Michel Schönberg in forma di concerto                                                           |